# Імбоден (Арканзас)
Імбоден (англ. Imboden) — місто (англ. town) в США, в окрузі Лоуренс штату Арканзас. Населення — 640 осіб (2020).

## Географія
Імбоден розташований за координатами 36°12′7″ пн. ш. 91°10′51″ зх. д. / 36.20194° пн. ш. 91.18083° зх. д. (36.201939, -91.180763).  За даними Бюро перепису населення США в 2010 році місто мало площу 2,32 км², уся площа — суходіл. В 2017 році площа становила 2,49 км², уся площа — суходіл.

## Демографія
Згідно з переписом 2010 року, у місті мешкало 677 осіб у 294 домогосподарствах у складі 174 родин. Густота населення становила 292 особи/км².  Було 337 помешкань (145/км²). 
Расовий склад населення:
| - 97,3 % — білих - 0,7 % — чорних або афроамериканців |

До двох чи більше рас належало 1,3 %. Іспаномовні складали 1,6 % від усіх жителів.
За віковим діапазоном населення розподілялося таким чином: 26,0 % — особи молодші 18 років, 54,5 % — особи у віці 18—64 років, 19,5 % — особи у віці 65 років та старші. Медіана віку мешканця становила 39,2 року. На 100 осіб жіночої статі у місті припадало 84,5 чоловіків;  на 100 жінок у віці від 18 років та старших — 81,5 чоловіків також старших 18 років.
Середній дохід на одне домашнє господарство  становив 38 734 долари США (медіана — 30 625), а середній дохід на одну сім'ю — 49 219 доларів (медіана — 43 750). За межею бідності перебувало 20,4 % осіб, у тому числі 26,1 % дітей у віці до 18 років та 12,5 % осіб у віці 65 років та старших.
Цивільне працевлаштоване населення становило 200 осіб. Основні галузі зайнятості: освіта, охорона здоров'я та соціальна допомога — 27,5 %, виробництво — 25,5 %, транспорт — 16,5 %, публічна адміністрація — 9,5 %.